# Ia RMok
Ia RMok là một xã thuộc huyện Krông Pa, tỉnh Gia Lai, Việt Nam.
Xã Ia RMok có diện tích 149,13 km², dân số năm 1999 là 3.950 người, mật độ dân số đạt 26 người/km².